# Aubry-du-Hainaut

Aubry-du-Hainaut este o comună în departamentul Nord, Franța. În 1 ianuarie 2022 avea o populație de 1.715 de locuitori.